# Aniomes
Els aniomes són els membres d'un sub-grup ètnic dels igbos que viuen a l'estat del Delta, al sud de Nigèria. Per raons administratives, també són anomenats com delta-nord, en contrast amb els delta-centrals i els delta-sud, que són zones habitades pels urhobos, ijaws, itsekiris, isokos i altres grups ètnics que viuen a l'estat. La regió anioma té un total d'1.114.055 habitants. Aquesta xifra no inclou les comunitats d'aniomes que estan localitzades fora de l'estat del Delta. A l'estat d'Edo hi ha presència de comunitats aniomes, sobretot a Igbanke, Oza i Ekpon. També hi ha aniomes a Anambra, Onitsha, Imo i Rivers.
El nom anioma significa ‘terra bona’ en igbo i també és un acrònim derivat de quatre LGAs: Aniocha, Ndokwa, Ika i Oshimili; la M i la A són denominadors comuns que es troben en aquestes quatre LGAs. L'encunyació del nom la va fer el seu pare fundador, el Cap Dennis Osadebay el 1951 i ha esdevingut el nom que la comunitat prefereix per a autodesignar-se.
Els aniomes, van ser balcanitzats quan van perdre la Guerra Ekumenu de resistència contra l'Imperi Britànic el 1914 després de 31 anys de lluita. Aquesta guerra fou la resistència més llarga contra l'imperialisme britànic a l'actual Nigèria.

## Geografia
Els aniomes tenen les seves comunitats a la ribera occidental del riu Níger, a la regió del sud-sud de Nigèria, a l'estat del Delta. La superfície del seu territori té uns 6.500 km². En els afers polítics de l'estat, els aniomes sovint són referits com delta-nord. El territori anioma és fronterer a l'est amb l'estat d'Anambra, al sud-est amb els estats d'Imo i de Rivers, al sud amb l'estat de Bayelsa, al sud-oest amb el territori isoko, a l'oest amb els urhobos, al nord-oest amb l'estat d'Edo i al nord amb l'estat de Kogi.
Amb el terme d'aniomes també es refereix a molts grups ètnics contigus veïns. El territori anioma és considerat una de les regions més pacífiques de Nigèria.

## Història

### Estil de vida tradicional i cultura
L'estructura social anioma està dominada per l'ús dels llinatges. Aquests estan basats en el concepte de uno, eboh  i idumo, que són els tres principals llinatges sanguinis, i l'ogbe i l'obodo, que són llinatges polítics. Uno és una petita unitat familiar que comprèn el marit, la muller i els fills. L'eboh inclou la família nuclear més el/la jove/a i els avis i nets. L'ogbe és l'estructura familiar més gran que inclou fins i tot familiars no consanguinis; compren els idumu i altres forasters. El concepte de llinatge més ampli és el d'obodo, que inclou tota la gent d'un petit poble.

### Guerra de Biafra
La Guerra de Biafra fou un gran desastre pels aniomes, ja que la seva regió no fou inclosa en el mapa de Biafra en la declaració de la jove república. El govern federal va reconquerir la regió del mig-oest després que aquesta fou envaïda i ocupada per les tropes biafrenyes comandades pel Coronel Victor Bando el 12 d'octubre de 1967. A aquí les tropes de Biafra van trobar-se amb les tropes de Nigèria que volien atacar Onitsha, cosa que també va provocar molts danys a la gent de la regió. Les tropes federals es van estacionar a Umunede, a la principal carretera entre Benin City i Asaba i el 8 d'octubre de 1967 van capturar la ciutat anioma d'Asaba. La força especial de Biafra comandada pel Coronel Ogbugo Kalu que incloïa 63 brigades, van travessar el riu Níger direcció el nord i l'oest en direcció a altres ciutats aniomes com Ogwashi-Uku, Ibusa i Oku. Així, l'exèrcit de Biafra va poder restablir la seva presència altra vegada a la regió.
El Coronoel Nwawo va organitzar ràpidament noves tropes a la zona mentre la Segona Divisió portava a terme l'execució pública de tots els homes adults a Asaba. Aquesta regió, en el temps de la Guerra Civil Nigeriana fou envaïda i declarada com a part de la República de Benin que va durar sis semanes (8 agost-20 setembre de 1967). En essència, la regió anioma fou volàtil i va pertànyer tant a les forces nigerianes com les de Biafra durant la Guerra Civil.
Alguns dels comandants de l'exèrcit de Biafra eren d'origen anioma però els més famosos foren el Coronel Joseph Osseloka "Hannibal" Achuzie i el capità Anuku, que fou comandant de l'Armada de biafra. Achuzie fou un militar que va jugar un ral actiu en la invasió de la regió del mig-oest que incloïa la seva ciutat materna, Asaba. Achuzie també és recordat pel seu rol important en la defensa d'Onitsha contra els atacs fets pel Coronel Murtala Mohammed. Un altre militar destacat fou el Coronel (després Brigada) Conrad Nwawo, un oficial administratiu, antic comandant de l'armada de Biafra i enviat a Londres. El Major Ananaba fou recordat per a defensar la principal carretera entre Uzuakoli i Umuahia, el coronel Michael Okwechime fou un cap de divisió i ajudant de General, el coronel Ben Nwajey fou un dels 53 brigades que van comandar la 14a Divisió. Així, trobem molts aniomes que foren oficials de l'Exèrcit de Biafra.

#### Genocidis durant la Guerra Civil
El 21 de setembre de 1967 va començar el genocidi perpetrat pels generals Murtala Mohammed i Ibrahim Harura durant la Guerra de Biafra, quan van recapturar Benin City, seguit de les ciutats aniomes d'Asaba, Ogwashi-Uku, Ibusa, Otutu, Ishiagu, Igbodo, Aboh i Ushisha. Les massacres més important foren fetes a Asaba, en la que les tropes federals nigerianes van matar moltes dones, joves i nens. Aquestes massacres foren organitzades i supervisades pel General Major Ibrahim Haruna i les va raonar amb la idea que els aniomes van ajudar els seus germans igbos a envair el mig-oest.
El General Yakubu Gowon (retirat), que era cap d'Estat, va disculpar la comunitat igbo, mentre que el General Major Ibrahim Haruna, l'oficial comandant General de la Segona Divisió de l'Exèrcit nigerià va testificar en una Comissió D'Investigació sobre la Violació dels Drets Humans del 2004, tot dient que no tenia cap remordiment per les massacres d'Assaba en les que molts igbos van ser assassinats per les seves tropes, ja que això estava motivat pel sentit del deure per a protegir la unitat del país.

### Creació de l'estat anioma
Després de la independència de Nigèria, uns quants grups humans van intentar separar-se del nou estat nigerià. Els aniomes no foren una excepció. A la dècada de 1970 hi va haver un intent d'independència dels ndi-aniomes. Va començar un conflicte per a demandar la creació d'un estat anioma, que no es va realitzar. El 2007, l'Assemblea Nacional de Nigèria va anunciar la seva intenció de crear un estat per als igbos, per a la que va crear una comissió encapçalada pel Cap Emmnauel Iwuanyawu, que va afirmar que la creació d'un estat anioma equivaldria a un estat addicional per a la regió sud-sud de Nigèria. El poble anioma ha renovat aquesta voluntat després que l'Assemblea Nacional anunciés que es crearien set estats més a Nigèria per a facilitar un equilibri entre les diverses regions geopolítiques del país. Així, des de l'Associació dels Pobles Aniomes s'ha estat promovent la creació d'un estat anioma independent de l'estat del Delta.

## Aniomes a l'estat del Delta
L'agost de 1991, quan es va crear l'estat del Delta, es va decidir que la seva capital seria Asaba, una ciutat anioma. Aquesta decisió va rebre crítiques de la gent del sud de l'estat, sobretot les del professor Isay Sagay, un itsekiri, del Dr. Temi Akporhonor i el prof. Obaro Ikime (urhobos). En un article a The Guardian del 15 d'agost de 2002, el prof. Itsay Sagay va mostrar la conveniència de traslladar la capital estatal a Warri. Aquesta mateixa reclamació l'havia fet elDr. Cyril Uchenna Gwam al Post Express Newspaper el juny de 1999 i s'havia reproduït en diversos fòrums d'internet. Això va provocar que hi hagués reaccions a favor que Asaba continués sent la capital estatal per part d'intel·lectuals aniomes. Tot i això, tots estan d'acord que es podria crear un estat anioma separat de l'actual estat del Delta, que continuaria tenint la capital a Asaba i Warri esdevindria la nova capital del nou estat del Delta.

## Aniomes a Ohanaeze Ndiigbo
El 28 de novembre de 2008 es va elegir l'Ambaixador Ralph Uwechue, un anioma, com a President-General de l'associació socio-cultural igbo, Ohanaeze Ndiigbo. Aquest, en el seu discurs va demanar la unitat dels igbos i que era una bona senyal que els igbos de l'estat del Delta eren acceptats com a iguals per aquesta organització nacional igbo. Els aniomes, de totes maneres, han criticat que el seu líder acceptés entrar al govern d'aquesta associació pan-igbo.

## Llengües
Els aniomes parlen la llengua igbo, particularment els dialectes enuani, ukwuani, ika i aboh. també parlen altres llengües com l'ozzara i l'igala.

## Economia
El territori anioma té dipòsits de petroli abundants, sobretot a les zones de Kwale, Akumazi, Umunede, Ute-okpu, Ute-erume, Ute-Ogbeje, Ekuku-Agbor, Nsukwa, Olodu, Ewulu, Idumuesah i Ejeme. Aquestes bosses foren descobertes el 1958 per la companyia Shell, dos anys després que es descobrís petroli a Bayelsa. La regió anioma també és rica en altres recursos com el cautxú.

## Crisi d'identitat ètnica
En els últims temps els aniomes s'han preguntat si eren igbos o no. Existeix una història diferent sobre el seu origen que ha fet molt difícil classificar a la gent segons un grup humà. Mentre que els igbos del sud-est creuen que els aniomes formen part de la gran comunitat igbo, els aniomes tenen una identitat pròpia. Tot i que els aniomes parlen dialectes de la llengua igbo, algunes de les seves comunitats afirmen que el seu origen prové de l'antic Regne de Benín.